# Mojżesz (biskup koptyjski)
Mojżesz (imię świeckie Andżilus al-Baramusi, ur. 30 listopada 1938) – duchowny Koptyjskiego Kościoła Ortodoksyjnego, od 1980 biskup pomocniczy Patriarchatu Aleksandrii.

## Biografia
24 kwietnia 1976 r. został mnichem. 4 czerwca 1976 r. przyjął święcenia kapłańskie. 25 maja 1980 r. został wyświęcony na biskupa przez Szenudę III. Jako biskup pomocniczy Patriarchatu odpowiada za sprawy związane z młodzieżą.